# Myripristis leiognathus
Myripristis leiognathus là một loài cá biển thuộc chi Myripristis trong họ Cá sơn đá. Loài này được mô tả lần đầu tiên vào năm 1846.

## Từ nguyên
Từ định danh leiognathus được ghép bởi hai âm tiết trong tiếng Hy Lạp cổ đại: leîos (λεῖος; “mượt mà”) gnáthos (γνάθος; “hàm răng”), hàm ý đề cập đến việc thiếu răng cưa ở góc hàm trên của loài cá này.

## Phạm vi phân bố và môi trường sống
M. leiognathus có phân bố dọc theo khu vực Đông Thái Bình Dương, từ bán đảo Baja California và vịnh California trải dài về phía nam đến Ecuador, bao gồm các cụm đảo xa bờ là quần đảo Revillagigedo (México), đảo Cocos (Costa Rica), đảo Malpelo (Colombia) và quần đảo Galápagos (Ecuador).
M. leiognathus sống trên các rạn san hô, thường hay ẩn náu dưới gờ đá và trong hang nhỏ vào ban ngày, được tìm thấy ở độ sâu đến ít nhất là 33 m.

## Mô tả
Chiều dài cơ thể lớn nhất được ghi nhận ở M. leiognathus là 18 cm. Loài này có màu đỏ, vảy cá viền đỏ đậm hơn tạo thành các hàng sọc. Rìa nắp mang và gốc vây ngực thiếu sắc tố đen.
Số gai ở vây lưng: 11; Số tia ở vây lưng: 13–15; Số gai ở vây hậu môn: 4; Số tia ở vây hậu môn: 11–13; Số vảy đường bên: 34–40.